# Leanira
Nella mitologia greca, Leanira fu una principessa spartana, figlia del re Amicla e della regina Diomeda. È conosciuta anche come Laodamia.
Sposò Arcade, re di Arcadia, e divenne madre di Afeida, Elato, Azano, Iperippe, Diomenea, e Trifilo. I due figli maggiori si spartirono il regno alla morte del padre.
La moglie di Arcade è però indicata da altre fonti come Meganira o Crisopelea